# Diiodtetraoxid
Diiodtetraoxid, I2O4, ist eine chemische Verbindung von Sauerstoff und Iod. Es gehört in die Gruppe der Iodoxide.

## Gewinnung und Darstellung
Das Oxid entsteht durch mehrtägige Einwirkung von heißer konzentrierter Schwefelsäure auf Iodsäure.
{\displaystyle {\ce {3 HIO3 -> I2O4 + HIO4 + H2O}}}
Es bildet sich aus Diiodpentoxid und Iod in konzentrierter Schwefelsäure auf dem Wege über Bis(iodosyl)sulfat (IO)2SO4 gemäß: 
{\displaystyle {\ce {4(IO)2SO4 + 4 H2O -> I2O4 + I2 + 4 H2SO4}}}

## Eigenschaften
Diiodtetraoxid ist ein gelbes, körniges Pulver. Ab Temperaturen von 85 °C zersetzt es sich zu Diiodpentoxid und Iod:
{\displaystyle {\ce {5 I2O4 -> 4 I2O5 + I2}}}
Dieser Prozess verläuft bei 135 °C umso schneller. In heißem Wasser löst es sich unter Bildung von Iodat und Iodid. Strukturell stellt die Verbindung ein Iodyliodit O2I-OIO (Iod(V,III)-oxid) dar mit gewinkelten IVO2-Einheiten (IO-Abstände 1,80 und 1,85 Å; OIO-Winkel 97°) und gewinkelten IIIIO2-Einheiten (IO-Abstände 1,93 Å, OIO-Winkel 95,8°). Beide Einheiten sind über I—O—I-Brücken zu polymeren Zick-Zack-Ketten (I2O4)x verknüpft.
Diiodtetraoxid besitzt eine monokline Kristallstruktur mit der Raumgruppe P21/c (Raumgruppen-Nr. 14).